# サロード

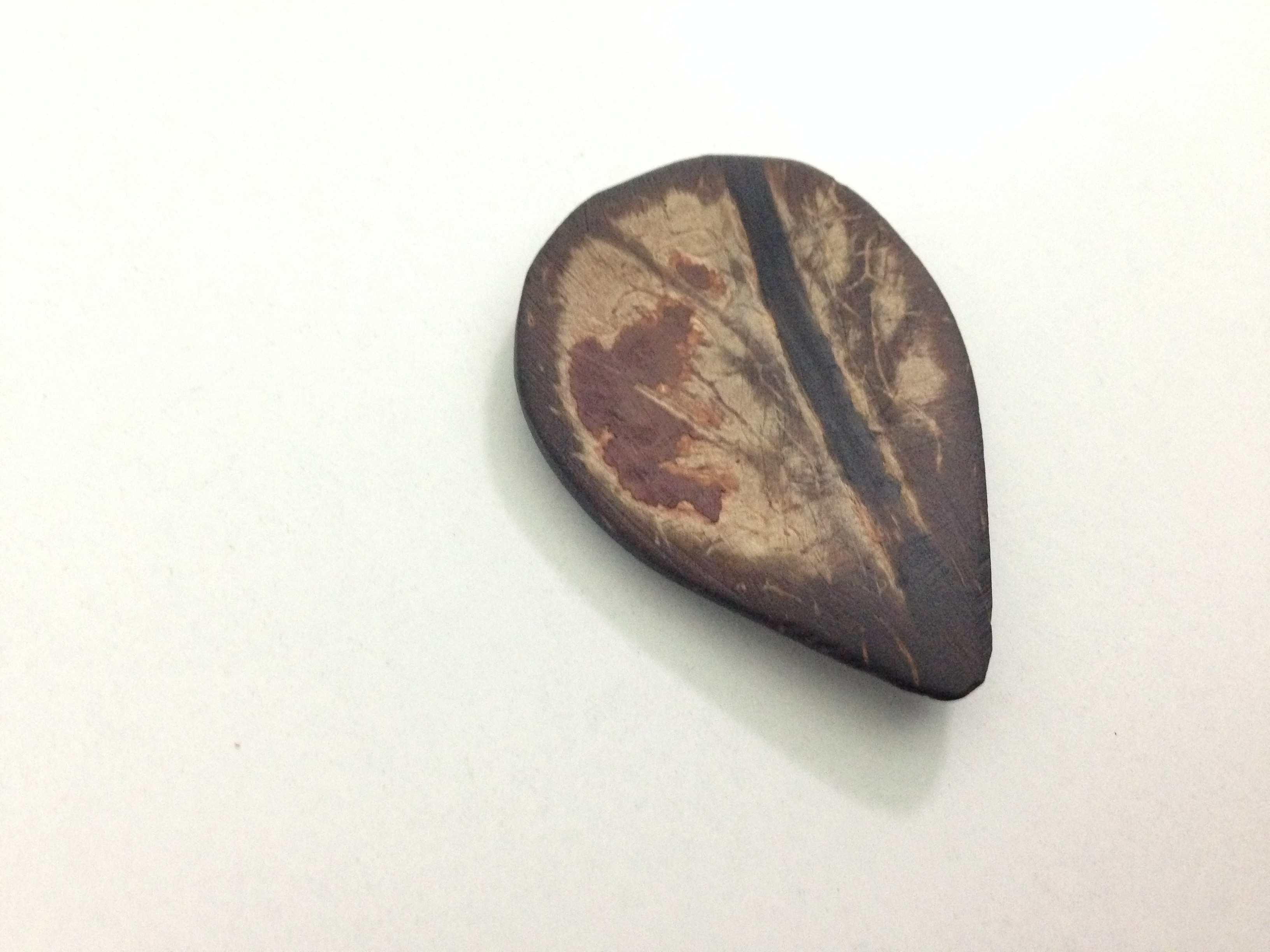
ココヤシの殻で作られたプレクトラム

サロード（英語：sarod,sarode、ヒンディー語：सरोद、ベンガル語：সরোদ）は、インドの古典音楽で使われる弦楽器である。
シタールと同じく、北インドの古典音楽の中では最も有名とされている。シタールの甘く芳醇な音とは対照的に、サロードの音は深く重く内省的な音をしている。
低音部の音質はクラシック・ギターのものと似ているが、高音部はその音よりか細い。
インド音楽はグリッサンド（一音一音を区切ることなく、隙間なく滑らせるように流れるように音高を上げ下げする奏法）を多用するため、サロードもまた他のインドの楽器と同じくフレットを持たない。右手で弦を弾くにはココヤシの殻で作られたプレクトラムを用いる。

## サロードの起源
ペルシャ語で「美しい音」を意味するサロードは、ペルシャから伝えられたとされている。多くの研究者の話や逸話では、中央アジアおよびアフガニスタンで生まれたRubabという弦楽器と先祖が同じだとされている。13世紀にAmir Khusruよって改良されたサロードはRubabの低音版ともいえる存在でもあり、Lalmani Misraは自著『Bharatiya Sangeet Vadya』で、サロードは古代のヴィーナと中世のrebabと現代のsursingarが融合したものだとしている。
アムジャッド・アリ・カーンの先祖であり、音楽家にして馬商人でもあったMohammad Hashmi Khan Bangashは、1700年代半ばにアフガニスタンのrebabをもってインドにやってきたあとRewa（現マディヤ・プラデーシュ州）のマハラジャの宮廷音楽家になった。Mohammad Hashmi Khan Bangashの孫であるGhulam Ali Khan Bangashはグワーリヤルの宮廷音楽家となり、その rabab を今日われわれが知っているサロードに作り替えた。
しかし、およそ1820年の頃、Madar Khan (1701-1748)の子孫とNiyamatullah Khanが同じような開発を行っていたという説もあり、これらの楽器が知らず知らずのうちに似てきてしまったということが考えられる。現在のサロードのデザインは1820年に固定され、RewaとShahjahanpurとラクナウで本格的な楽器として知られた。
20世紀、サロードはラヴィ・シャンカルのグルとしてもよく知られるMaiharの音楽師範アラウッディン・カーン によって仕上げとなる改良を施された。
サロードに関する3つの説にはどれも信頼できる歴史的文章がなく、普遍的な説よりも純理論的である。